# Bedřich Klein
Bedřich Klein (6. května 1898 – ???) byl český a československý politik Komunistické strany Československa, poúnorový poslanec Národního shromáždění ČSR.

## Biografie
V roce 1948 se uvádí jako rolník, bytem Myslechovice.
Ve volbách roku 1948 byl zvolen do Národního shromáždění za KSČ ve volebním kraji Olomouc. V parlamentu setrval do srpna 1950, kdy rezignoval a nahradil ho Jaromír Dlouhý. Jeho politická kariéra skončila, když byl nařčen z nevhodné činnosti během nacistické okupace. Pak byl zatčen a obviněn z toho, že se spojil s protikomunistickou skupinou Havlíček a spol. Hradečná, které předal svou poslaneckou legitimaci a získal anglickou pistoli. Státní orgány měly důvodné podezření, že se pokusí o útěk z republiky.